# 하루 반의 시간
하루 반의 시간(En dag och en halv)은 스웨덴에서 제작된 파레스 파레스 감독의 2023년 스릴러, 액션, 드라마 영화이다. 알렉세이 만벨로프 등이 주연으로 출연하였다.

## 출연

### 주연
- 알렉세이 만벨로프 : 아르탄 역
- 알마 포위스티 : 루이제 역
- 페레스 파레스 : 루카스 역

### 조연
- 스티나 에크블라드 : 완자 역
- 벵트 C.W. 카를손 : 스테판 역